# 埃爾克里克 (內布拉斯加州)
埃爾克里克（英語：Elk Creek）是位於美國內布拉斯加州約翰遜縣的村。

## 人口
根據2020年美國人口普查的數據，埃爾克里克的面積為0.34平方千米，皆為陸地。當地共有人口67人，而人口密度為每平方千米197人。